# Иллинойс (река)

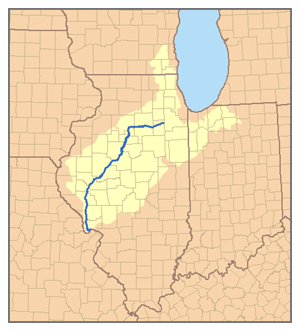
Бассейн Иллинойса

Иллино́йс (англ. Illinois River) — река в штате Иллинойс, левый приток реки Миссисипи.
Образуется слиянием рек Дес-Плейнс и Канкаки. Протекает по Центральным равнинам, впадает в реку Миссисипи у города Графтон.
Длина — 440 км (от истока реки Канкаки 676 км). Площадь бассейна — 75 тыс. км².
Судоходна. Часть Иллинойсского водного пути. Шлюзы. В районе города Марсейлс построен канал в обход порогов.
Разливается во время половодья и сильных дождей, образуя озёра, крупнейшее из которых — Пеория. Основные притоки — левые: Вермилльон, Макино, Сангамон; правые: Фокс, Спун, Ла-Мойн. Крупнейший город на реке — Пеория.